# Jaszczur

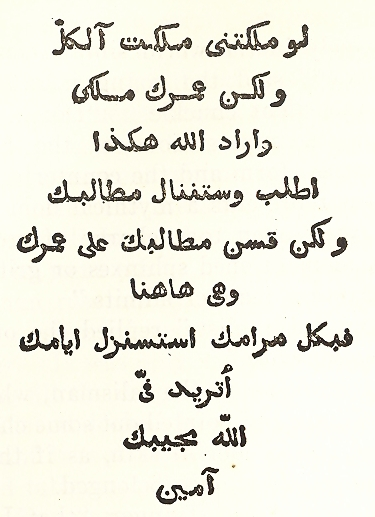
Inskrypcja z jaszczura zapisana w języku arabskim, błędnie określonym przez Balzaka jako sanskryt

Jaszczur (oryg. fr. La peau de chagrin) – powieść Honoriusza Balzaka wydana po raz pierwszy w sierpniu 1831. Napisana przed stworzeniem ogólnego planu cyklu Komedia ludzka, została następnie umieszczona w jej części zatytułowanej Studia filozoficzne. Akcja utworu rozgrywa się w czasach współczesnych autorowi, bezpośrednio po rewolucji lipcowej i wstąpieniu na tron Ludwika Filipa I. 

## Okoliczności powstania utworu

### Praca nad utworem
Jaszczur powstawał w latach 1830–1831, bezpośrednio po sukcesie czytelniczym Szuanów i Fizjologii małżeństwa. 
Przed publikacją utworu Balzak starał się przyciągnąć uwagę potencjalnych czytelników, publikując na łamach La Caricature pod pseudonimem Hrabia Aleksander B. szczegółowy opis treści przyszłej książki oraz kilka jej fragmentów. Ponadto 9 grudnia 1830 zdradził tytuł przyszłego utworu i określił go jako opowieść orientalną, tym razem podpisując się jako Alfred Cordreux. Pisarz nie spodziewał się przy tym, by przyszłe dzieło było utworem o dużej wartości. Określał nawet fabułę zaplanowanej powieści jako "nonsensowną", podkreślając jednak, że jest ona pretekstem do przedstawienia kilku sytuacji, jakich osobiście doświadczył. Dopiero w miarę pracy nad utworem zmienił zdanie w kwestii jego wartości artystycznych. 
Wzmianki o przyszłym utworze zainteresowały wydawców Charlesa Gosselina i Urbaina Canela, którzy podpisali z Balzakiem umowę na druk 750 egzemplarzy powieści za sumę 1125 (lub 2000) franków. Zgodnie z kontraktem pisarz miał dostarczyć gotowy rękopis w połowie lutego 1831. Balzak prowadził jednak zbyt aktywne życie towarzyskie, by móc wywiązać się z warunków umowy. Ostatecznie wydawcy otrzymali gotowe dzieło dopiero w czerwcu 1831. 
Praca nad Jaszczurem przebiegała w dość chaotyczny sposób – Balzak nie przygotował ogólnego planu powieści, wiedział jedynie, jakie sceny zaczerpnięte z własnych doświadczeń pragnie wprowadzić w ogólne, fantastyczne ramy fabuły. W maju opublikował w Revue des deux mondes opowiadanie zawierające opis uczty, w której biorą udział Rafael de Valentin, Eugeniusz de Rastignac, Emil Blondet i ich przyjaciele. W tym samym miesiącu w Revue de Paris pojawiło się opowiadanie o niespełnionym poecie, który postanawia popełnić samobójstwo, gdy traci ostatnie pieniądze w kasynie. Ostateczne, aby ukończyć pracę nad powieścią, Balzak wyjechał z Paryża. Późną wiosną przedstawił gotowy rękopis George Sand, która była zachwycona dziełem.

### Publikacja
Ostatecznie Jaszczur, z podtytułem Opowieść filozoficzna, został opublikowany w dwóch tomach w sierpniu 1831. Utwór był wielkim sukcesem czytelniczym i komercyjnym. Po miesiącu autor podpisał kolejny kontrakt na sprzedaż 1200 egzemplarzy powieści za cztery tysiące franków. Wykorzystując swoje znajomości w środowisku dziennikarskim, Balzak zapewnił sobie szereg przychylnych recenzji książki w poczytnych dziennikach, co dodatkowo zwiększyło popularność Jaszczura. W 1833 ukazało się trzecie wydanie powieści, następnie Balzak wydał tom innych, wcześniejszych opowiadań łączących elementy realistyczne i fantastyczne pod wspólnym tytułem Studia filozoficzne. W tomie zawarte były m.in. opowiadania Jezus Chrystus we Flandrii, Wygnańcy, Massimilla Doni i Melmoth pojednany. 

## Treść
Dwudziestopięcioletni Rafael de Valentin postanawia popełnić samobójstwo po tym, gdy przegrał w kasynie ostatnie posiadane pieniądze. Przypadkowo trafia do sklepu z dziełami sztuki, którego właściciel pokazuje mu kawałek jaszczuru z inskrypcją w sanskrycie. Głosi ona, że właściciel jaszczura będzie mógł spełnić każde swoje marzenie, jednak równocześnie skóra będzie się kurczyć. W momencie gdy zniknie całkowicie, jej posiadacz umrze. Mimo ostrzeżeń właściciela sklepu Rafael postanawia wziąć ze sobą jaszczura, rezygnuje z samobójstwa i zapowiada rozpoczęcie nowego, pełnego rozrywek życia. 
Natychmiast po wyjściu ze sklepu młodzieniec spotyka na ulicy swoich znajomych: Eugeniusza de Rastignaka i Emila Blondeta. Oznajmiają mu oni, że wydarzenia rewolucji lipcowej i wstąpienie na tron monarchy konstytucyjnego przekonały ich do zmiany trybu życia. Zamiast realizować dalekosiężne cele, postanowili skupić się na spełnianiu doraźnych przyjemności. Zdumiony realizacją wypowiedzianych wcześniej marzeń, Rafael udaje się z nimi na ucztę do bankiera Fryderyka de Taillefera. Przy jedzeniu i piciu dyskusja o polityce i naturze człowieka miesza się z trywialnymi uwagami na temat znanych osób oraz rodzin uczestników uczty. Następnie na sali pojawiają się nagie kobiety, a uczta przeradza się w orgię.
Będąc już pijanym, Rafael opowiada Blondetowi historię swojego życia: po stracie rodziców postanowił zrobić karierę w Paryżu. Dysponując jedynie sumą 1100 franków, żył samotnie w stolicy, unikając kobiet, zajmując się jedynie tworzeniem – pisał komedię, która miała mu zapewnić szybką popularność, oraz traktat filozoficzny Teoria woli. Jedynymi osobami, z którymi się kontaktował, była jego gospodyni, pani Gaudin, oraz jej nastoletnia córka Paulina. Chcąc odpłacić pani Gaudin za dobroć, jaką go otaczała, Rafael został nauczycielem Pauliny. Zakochał się w niej, jednak nie chciał nadużyć zaufania matki, ponadto marzył cały czas o miłości do kobiety z wyższych sfer. W 1829, po kilku latach takiego życia, spotkał Rastignaka, który obiecał mu pomoc i szybkie dojście do wymarzonej sławy. Rafael uległ jego namowom, by spróbować wejść na salony paryskie i nawiązać tam korzystne znajomości. Za sprawą Rastignaka poznał również jedną z wielkich dam Paryża – Fedorę. 
Fedora stała się dla de Valentina ucieleśnieniem marzeń o romansie z wpływową, olśniewająco piękną i bogatą damą. Mimo kolejnych zabiegów nie zdołał jednak zostać jej kochankiem, kobieta jedynie go kokietowała. Ukrywając się w jej sypialni i podsłuchując jej rozmowę z Rastignakiem, Rafael zrozumiał, że Fedora była niezdolną do miłości materialistką, jednak świadomość tego faktu nie zmieniła jego stosunku do niej. Równocześnie, za sprawą Rastignaka zrozumiał, że mimo swojego talentu może nigdy nie zrobić spodziewanej kariery, bo nie rozumiał, jakimi zasadami rządzi się świat literatów i dziennikarzy. Ostatnie pieniądze stracił w kasynie. W tym momencie bohater przypomina sobie o jaszczurze: oznajmia Blondetowi, że dzięki tajemniczej skórze stał się panem świata. 
Po kilku miesiącach Rafael całkowicie zmienia tryb życia. Będąc niewyobrażalnie bogatym, może pozwolić sobie na realizację każdego kaprysu. Żąda jednak od swoich służących, by sami domyślali się jego potrzeb, zanim zdąży on czegoś zapragnąć. Żyje w całkowitej izolacji, w luksusowo urządzonym domu, nie odczuwając z tego powodu żadnej satysfakcji. Wszystkie siły skupia na powstrzymywaniu się od marzeń i pragnień – zgodnie ze słowami dawnego posiadacza jaszczura za każdym razem, kiedy jednak wyraża życzenie, skóra kurczy się, przypominając mu o nieuchronnym końcu. 
Któregoś dnia w operze Rafael spotyka przypadkowo Paulinę. Jej ojciec, zaginiony w czasie wyprawy Napoleona na Rosję w 1812, powrócił do Francji jako człowiek niezwykle zamożny. Wyznają sobie miłość, postanawiają więcej się nie rozstawać, dziewczyna zamieszkuje w pałacu de Valentina. Rafael wierzy, że talizman przestał działać – kiedy, patrząc na niego, wypowiedział życzenie zyskania miłości Pauliny, skóra nie zmniejszyła się. Okazuje się jednak, że brak reakcji jaszczura wywołany był jedynie tym, że pragnienie Rafaela w rzeczywistości było już spełnione. Po kilku tygodniach szczęśliwego życia z ukochaną skóra traci niemal całą dotychczasową powierzchnię. Próby jej mechanicznego rozciągnięcia, konsultacje u lekarzy i fizyków nie przynoszą efektu – zachowania jaszczura nie udaje się wytłumaczyć ani zmienić. Rafael wyjeżdża z Paryża, chcąc uciec od Pauliny, następnie wraca i usiłuje przedłużyć swoje życie, zażywając opium i zapadając w sen. Wreszcie jednak spotyka się z ukochaną, a jej widok budzi w nim dawno zapomnianą namiętność. Pragnąc kobiety i wywołując tym samym ostatnie zmniejszenie się jaszczura, Rafael umiera.

## Cechy utworu

### Wątek fantastyczny
Fantastyczny wątek, będący podstawą fabuły Jaszczura, łączy powieść z modnym w ówczesnej Francji nurtem romantyzmu frenetycznego. Chociaż Balzak kilkakrotnie wypowiedział się w tonie bardzo krytycznym o literaturze fantastycznej i frenetycznej w ogóle, uznał, że wykorzystanie elementów fantastycznych w powieści może być dobrym środkiem podkreślającym jej metaforyczne przesłanie, jak również przyciągnie większą ilość czytelników. 
Jaszczur pełni jednak przede wszystkim wyraźną rolę symboliczną: jego zmniejszanie się ukazuje postępujący moralny upadek Rafaela, który używa talizmanu do spełniania coraz bardziej niemoralnych pragnień (żąda śmierci człowieka, gdy zostaje wyzwany na pojedynek). Już moment zaakceptowania przez bohatera paktu z nieznanymi mu mocami nadprzyrodzonymi ukazuje niski poziom moralności człowieka: Rafael odwraca się od obrazu Chrystusa, trwając w zamiarze popełnienia samobójstwa (a zatem odrzucając wiarę w zbawienie). Zostać przy życiu postanawia dopiero wtedy, gdy uzyskuje szansę spełnienia wszystkich swoich ziemskich pragnień, którymi są w pierwszej chwili sława, bogactwo i życie pełne uciech. Jaszczur jest też symbolem nieuchronnej śmierci każdego człowieka.

### Nawiązanie doŻycia i myśli Tristrama Shandy'ego

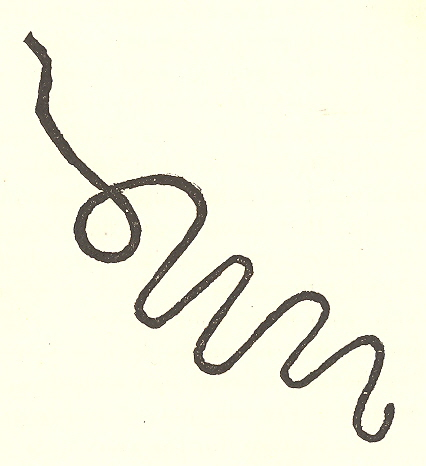
Ilustracja z powieści Laurence’a Sterne’a Życie i myśli Tristrama Shandy'ego na pierwszej stronie Jaszczura

Na pierwszej stronie powieści Balzak umieścił zmodyfikowany symbol z powieści Laurence’a Sterne’a Życie i myśli Tristrama Shandy'ego – nakreśloną w powietrzu krzywą. W oryginale wyrażała ona wolność, jaką może cieszyć się mężczyzna przed zawarciem związku małżeńskiego. Istnieją różne koncepcje dotyczące jej znaczenia w Jaszczurze. 

### Wątki realistyczne

#### Jaszczur jako próba analizy społecznej
Fantastyczne ramy fabuły są dla Balzaka jedynie pretekstem do podjęcia próby całościowej analizy współczesnego mu społeczeństwa paryskiego, ze szczególnym wskazaniem na środowisko młodych, żądnych sławy i bogactwa przybyszów z prowincji. Według niektórych krytyków motyw talizmanu należy traktować jedynie jako ozdobnik dla tej części dzieła, nie pełniący żadnej roli poza kreowaniem specyficznej atmosfery utworu.
Zdaniem Tadeusza Boya-Żeleńskiego Jaszczura można traktować jako swoisty skrót całej Komedii ludzkiej, gdyż zawarte w nim zostały węzłowe problemy cyklu: bieda i bogactwo, rola pieniądza, ludzka energia i ambicja, sztuka i jej miejsce w społeczeństwie, wreszcie różne postacie miłości. Autor ten podkreśla jednak, że sposób ujęcia i rozwinięcia tych tematów jest – w porównaniu z późniejszymi dziełami Balzaka – dość płytki i fragmentaryczny. Boy-Żeleński zauważa, że główne wątki powieści - miłość do kobiety nieosiągalnej, nędza młodego i ambitnego artysty, zawarcie paktu ze złem – występują również, w wersji pozbawionej elementu fantastycznego, w następnych tomach Komedii ludzkiej (Stracone złudzenia, Ojciec Goriot). W kolejnych tomach pojawiają się również o wiele wyraźniej zarysowane psychologicznie postaci podobne do Rafaela i Fedory. 
Balzak wyraźnie umiejscawia utwór w czasie i przestrzeni: z wypowiedzi Rastignaka w pierwszej części jednoznacznie wynika, że akcja dzieła rozpoczyna się bezpośrednio po rewolucji lipcowej (nie licząc retrospekcji), zaś miejsce akcji – Paryż – jest wielokrotnie w szczegółach opisywane. Istotną częścią powieści są opisy konkretnych miejsc: domu Taillefera, kasyna, domu pani Gaudin i pałacu Rafaela. Służą one dokładnemu przedstawieniu realiów dzieła. Wyjątkiem jest tutaj opis sklepu, w którym Rafael otrzymuje jaszczura. Nagromadzone w nim przedmioty reprezentują wszystkie znane cywilizacje i epoki. Mijając je, główny bohater symbolicznie odrzuca kolejne osiągnięcia kultury, by wreszcie odwrócić się od obrazu Chrystusa i zaakceptować pakt z siłami magicznymi.

#### Jaszczurjako studium natury ludzkiej
Główny bohater utworu jest everymanem – charakterystyka de Valentina, w porównaniu z późniejszymi postaciami ambitnych młodych ludzi (Rastignac, Lucjan Chardon), nie jest szczególnie pogłębiona, ponadto narrator powieści wielokrotnie podkreśla, że jest to bohater typowy, reprezentant swojego pokolenia, a nie jednostka o wyjątkowych cechach osobowości. Balzak starał się oddać w postaci Rafaela nie tylko przeciętnego przedstawiciela swojego pokolenia, ale i człowieka w ogóle. Zdaniem krytyka Felicjana Marceau wprowadzenie do powieści elementu fantastycznego ma dodatkowo podkreślać tę funkcję powieści. Upraszcza bowiem akcję całości i wskazuje na to, że utwór jest ogólną refleksją nad zachowaniem człowieka posiadającego ogromną moc, a nie opisem zachowania konkretnej osoby.
Naturze ludzkiej zostaje poświęcone szczególne miejsce w pierwszej części powieści, w dialogu między Rafaelem a właścicielem sklepu, pragnącym zniechęcić go do zabrania ze sobą jaszczura. Właściciel wyraża pogląd, iż życiem człowieka rządzą trzy siły: chcieć (fr. vouloir), móc (fr. pouvoir) oraz wiedzieć (fr. savoir). Pragnienie odbiera jednak siłę życiową, zaś władza niszczy. Jedynie wiedza może być środkiem dla rozwoju i szczęścia człowieka. Koncepcja ta bliska jest filozofii witalistycznej.
Dowodem na zgubną siłę ludzkich pragnień ma być w zamyśle autora cała akcja powieści: w finale Rafael dochodzi do wniosku, że najszczęśliwszy był w czasie, gdy żył w wynajętym pokoju i marzył o literackiej karierze, nie zaś w momencie, gdy za sprawą mocy jaszczura stał się bogaczem.

#### Jaszczurjako autobiografia
Jest prawdopodobne, że przynajmniej częściowym wzorem dla postaci Rafaela de Valentin był sam Balzak, który świadomie nadawał wielu swoim bohaterom własne cechy. Wątek autobiograficzny jest obecny zwłaszcza w retrospekcji, kiedy Rafael opowiada Blondetowi o swoim życiu w Paryżu i nieudanych próbach zyskania literackiej sławy. Warunki, w jakich żyje główny bohater Jaszczura, ukazują taką samą sytuację, jaką opisywał Balzak w listach do siostry, gdy był początkującym pisarzem. Istnieją jednak opinie, jakoby pisarz przesadzał w opisie zarówno własnej trudnej sytuacji, jak i położenia Rafaela, świadomie powtarzając mit ubogiego, lecz szlachetnego artysty. W tym ujęciu dramatyczny opis nędzy Rafaela miałby dodatkowo podkreślać zmiany, jakie zaszły w jego życiu i psychice po zdobyciu jaszczura.
W biografii autora swoje źródło mają również inne sceny z utworu: wspaniała kolacja, w której uczestniczy Rafael razem z przyjaciółmi u Taillefera jest prawdopodobnie odbiciem uczty, w jakiej brał udział Balzak w domu markiza de Las Marismas. Na osobistych doświadczeniach autora oparty był również wątek miłosny Jaszczura. Podobnie jednak jak w wypadku wielu innych bohaterek Komedii ludzkiej, Balzak nadał postaci z powieści cechy kilku różnych kobiet, które miały wpływ na jego życie. Jako pierwowzór postaci Fedory szczególnie często wskazywana jest Olimpia Pélissier, w której pisarz był nieszczęśliwie zakochany. Autor Jaszczura twierdził nawet, że niektóre rozmowy Rafaela z Fedorą oraz scena, w której młodzieniec ukrywa się w jej sypialni, były zaczerpnięte z jego własnego doświadczenia. Istnieje jednak również pogląd, że między osobą Pélissier a Fedorą nie było związku, na co dowodem ma być chociażby fakt, że ta pierwsza – choć nigdy nie została kochanką Balzaka – nie tylko całkowicie go nie odtrąciła, ale i pozostawała z nim przez wiele lat w przyjacielskich relacjach. Powieściowa Fedora twierdzi tymczasem, że nigdy nie będzie zdolna do stałego związku.